# Péplum (roman)
Pour les articles homonymes, voir Péplum (homonymie).
Péplum est le quatrième roman d’Amélie Nothomb, publié en 1996 chez Albin Michel.

## Résumé
Ce roman d’anticipation est présenté comme s’il s’agissait d’un récit autobiographique. Une jeune romancière, nommée A.N., est emmenée à l’hôpital pour une opération bénigne. À son réveil, elle se retrouve dans une pièce inconnue et bien différente de sa chambre d’hôpital.  Elle rencontre alors Celsius, un scientifique énigmatique qui lui explique qu’entre son opération et son réveil, 585 années se sont déroulées ; nous sommes donc en 2580. Un dialogue s’instaure entre la jeune romancière et ce scientifique de l’avenir, durant lequel de nombreux points sont soulevés : la coïncidence que ce soit Pompéi, une ville fastueuse et culturellement riche, qui fut ensevelie par l’éruption du Vésuve au faîte de sa beauté, et qui est parvenue « intacte » aux archéologues, les pénuries de ressources énergétiques, les régimes politiques, les auteurs classiques mais aussi la philosophie ou la grande guerre du « XXIIe siècle »,.